# Echipa națională de fotbal a Guineei Ecuatoriale
Echipa națională de fotbal a Guineei Ecuatoriale reprezintă statul Guineea Ecuatorială în fotbal și este controlată de Federația de Fotbal a Guineei Ecuatoriale, forul ce guvernează fotbalul în Guineea Ecuatorială. Deși a fost una din cele mai slab clasate echipe din Africa, valul de jucători spanioli a întărit naționala, ajungând să obțină performațe notabile.

## Titluri
- Cupa CEMAC (1): 2006

## Campionate mondiale
- 1930 până în 1998 - nu a intrat
- 2002 până în 2010 - nu s-a calificat

## Cupa Africii
- 1957 până în 1986 - nu a intrat
- 1988 - a renunțat
- 1990 - nu s-a calificat
- 1992 până în 1994 nu a intrat
- 1996 - a renunțat
- 1998 până în 2000 nu a intrat
- 2002 până în 2010 - nu s-a calificat
- 2012 - calificată automat datorită statutului de gazdă

## Lotul actual
| 1  | P | Achille Pensy     | 5 ianuarie 1987 (38 de ani)   | 4  | 0 | Deportivo Mongomo    |  |  |
| 13 | P | Marcial Mpilé     |                               | ?  | ? | Sony de Elá Nguema   |  |  |
|    |   |                   |                               |    |   |                      |  |  |
| 2  | F | Makoli            |                               | -  | - | ?                    |  |  |
| 3  | F | Sipo              | 21 aprilie 1988 (36 de ani)   | 3  | 0 | Torrellano Illice    |  |  |
| 4  | F | Rui               | 28 mai 1985 (39 de ani)       | 1  | 0 | Palencia             |  |  |
| 16 | F | Jesús Abaga       | 7 martie 1989 (36 de ani)     | 2  | 0 | Atlético Semu        |  |  |
| 20 | F | Mamadou Baldé     | 12 decembrie 1985 (39 de ani) | 1  | 0 | Langon-Castets       |  |  |
| 22 | F | Evuy              | 11 martie 1985 (40 de ani)    | 3  | 0 | Villaviciosa de Odón |  |  |
|    |   |                   |                               |    |   |                      |  |  |
| 6  | M | Juvenal (căpitan) | 3 aprilie 1979 (45 de ani)    | ?  | 2 | CE Sabadell          |  |  |
| 7  | M | Iván Zarandona    | 30 august 1980 (44 de ani)    | 13 | 0 | Real Jaén            |  |  |
| 12 | M | Seth Appiah       | 8 februarie 1987 (38 de ani)  | 1  | 0 |                      |  |  |
| 14 | M | Ben Konaté        |                               | 1  | 0 |                      |  |  |
| 15 | M | Kelvin            | 2 mai 1988 (36 de ani)        | 1  | 0 | Santa Comba          |  |  |
| 17 | M | Pedro Obama       |                               | 2  | 0 | The Panters          |  |  |
| 21 | M | Hinestrosa        | 17 octombrie 1986 (38 de ani) | 1  | 0 | Acero                |  |  |
|    |   |                   |                               |    |   |                      |  |  |
| 8  | A | Randy             | 2 iunie 1987 (37 de ani)      | 1  | 0 | Las Palmas           |  |  |
| 9  | A | Landry Mpondo     | 29 noiembrie 1989 (35 de ani) | ?  | 2 | Sony de Elá Nguema   |  |  |
| 10 | A | Segundo           | 7 noiembrie 1991 (33 de ani)  | 0  | 0 | Merelinense          |  |  |
| 11 | A | Mbela             | 8 mai 1982 (42 de ani)        | 5  | 0 | Le Puy Foot          |  |  |
| 24 | A | Mitogo            | 18 mai 1990 (34 de ani)       | 2  | 0 | Ponferradina B       |  |  |